# Национальный музей Кюсю
Национальный музей Кюсю (яп. 九州国立博物館) — национальный музей в Японии. В нём содержатся исторические экспонаты. До его появления в течение ста лет в стране открывались только экспозиции искусства . Открытие состоялось 16 октября 2005 года. Расположен в Дадзайфу, недалеко от Фукуоки. Музей использует современные технологии (AR- и VR) для расширения демонстративных возможностей своей экспозиции. Ориентированность Национального музея Кюсю на передовые технологические достижения отражена в облике его фасада.